# Trolejbusy w Ferganie
Trolejbusy w Ferganie − zlikwidowany system komunikacji trolejbusowej w Ferganie w Uzbekistanie.
Trolejbusy w Ferganie uruchomiono w 1971. Łącznie w mieście było 6 linii trolejbusowych. W 2003 zamknięto sieć trolejbusową.

## Tabor
W mieście eksploatowano trolejbusy ZiU-9.